# استیون شیف
استیون شیف (انگلیسی: Stephen Schiff) نویسنده اهل ایالات متحده آمریکا است.
از فیلم‌ها یا مجموعه‌های تلویزیونی که وی در آن‌ها نقش داشته‌است، می‌توان به لولیتا، جرم واقعی، وال استریت: پول هرگز نمی‌خوابد، آمریکایی‌ها، اندوهی به وسعت اقیانوس و آدم‌کش آمریکایی اشاره نمود.